# Meemoo
meemoo, Vlaams instituut voor het archief is het expertisecentrum voor digitaal cultureel erfgoed in Vlaanderen en Brussel. De organisatie houdt zich bezig met digitalisering en digitale archivering, zowel in Vlaanderen als internationaal, van organisaties in cultuur, media en overheid. De missie van het meemoo-team is het veiligstellen van het digitale verleden, en bruikbaar maken voor de toekomst. Organisaties en kunstenaars kunnen gebruik maken van de dienstverlening van meemoo via een loketvraag, of gebruik maken van hun tools en kennisplatformen. De organisatie PACKED werd in 2011 erkend door de Vlaamse overheid in het kader van het Cultureel-erfgoeddecreet voor de periode 2012-2018. De werking van VIAA, PACKED en Lukas werd begin 2020 samengevoegd, wat resulteerde in meemoo, Vlaams instituut voor het archief, gevestigd in Gent.

## Historiek

### PACKED
In 2005 namen Argos - Centrum voor kunst en media, Museum van Hedendaagse Kunst Antwerpen (M HKA), Stedelijk Museum voor Actuele Kunst (S.M.A.K) het initiatief om in samenwerking met Museum Dhondt-Dhaenens (MDD) PACKED op te richten. PACKED stond voor Platform Archivering en Conservering van Kunstcreaties op Elektronische en Digitale dragers. De vzw fungeerde op dat moment als kennisplatform voor de archivering en conservering van audiovisuele kunsten. De Vlaamse overheid erkende de organisatie als overkoepelend samenwerkingsverband met landelijk relevante expertise met een jaarlijkse werkingssubsidie voor 2006-2010 (Erfgoeddecreet).

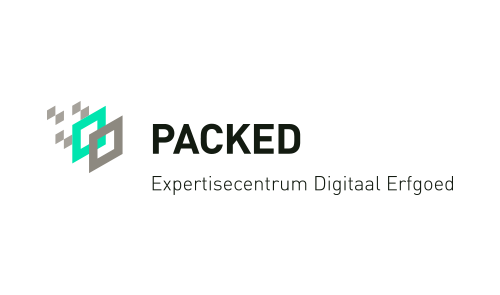
Logo PACKED vzw

In die periode werkte de organisatie mee aan Europese projecten als ATHENA – Access to cultural heritage networks across Europe (2008-2011), Archipel – Network-centric approach to sustainable digital archives (2009-2011) en DCA – Digitising Contemporary Art (2010). Ze werd omgevormd naar een dienstverlenende organisatie voor de cultuur en erfgoedsector. Samen met de organisatie eDavid ontwikkelde ze onder meer standaarden voor digitaal cultureel erfgoed dat gerealiseerd werd in 2010. Sinds 2011 is PACKED verantwoordelijk voor de verdere uitbouw van het platform.

### VIAA
Het Vlaams Instituut voor (Audiovisuele) Archivering, kortweg VIAA, ontstond in 2012 als een projectorganisatie met tijdelijke financiering bij iMinds (vandaag IMEC), opgericht door de Vlaamse Regering. In 2016 groeide de organisatie uit tot een volwaardige zelfstandige vzw, met als hoofdtaak het digitaliseren, archiveren en ontsluiten van beeld- en geluidsmateriaal van hun contentpartners.

### Lukas
Het Reproductiefonds was een in 2003 opgerichte organisatie, met als hoofdtaak het digitaliseren en voor een internationaal publiek beschikbaar maken van Vlaamse collecties kunstwerken. De hoogwaardige digitale reproducties die zij creëerden werden verzameld in een beeldbank. Deze organisatie werd later omgedoopt tot Lukas.

### Fusie
In 2008 trad een nieuw decreet in werking, het Cultureel-Erfgoeddecreet. PACKED kreeg in dat kader van de Vlaamse overheid een erkenning voor een jaar als expertisecentrum voor digitaal cultureel erfgoed (2011). Een nieuwe aanvraag resulteerde in een erkenning voor de periode 2012-2016 die in 2015 door de overheid verlengd werd tot en met 2018. In het najaar van 2018 kondigde toenmalig minister van cultuur Sven Gatz een fusie aan tussen Lukas, VIAA en PACKED. Sinds januari 2019 is deze fusie een feit.

## Dienstverlening
Organisaties uit de cultuur-, media- en Vlaamse overheidssector komen in aanmerking om contentpartner te worden van meemoo, en gebruik te maken van hun diensten rond digitalisering, duurzame archivering en ontsluiting. Daarnaast houdt meemoo zich ook bezig met het adviseren, ontsluiten van informatie, en de organisatie van kennisdeling binnen de erfgoedsector. Ze organiseren bijvoorbeeld opleidingen rond open data, Wikimediaplatformen en auteursrechten. De focus van meemoo ligt overwegend op de volgende vijf kennisdomeinen: metadata, rechten en privacy, linked (open) data, preservering van andere en nieuwe formaten & digitale strategie.
meemoo ontvangt een vijfjaarlijkse financiering van de Vlaamse Regering, naar aanleiding van de beheersovereenkomst die tussen beide partijen is afgesloten. Om deze financiering te kunnen ontvangen stellen ze concrete meerjarenplannen op.

### Contentpartner
Contentpartners krijgen door meemoo de tools aangereikt om het materiaal dat door deze laatste werd gedigitaliseerd en bewaard voor publiek te ontsluiten. Op deze manier kunnen ze zelf hun materiaal beheren en ter beschikking stellen. Enkel de volgende types organisaties kunnen bij meemoo contentpartner worden: (regionale, commerciële of openbare) omroepen, structureel gesubsidieerde en/of erkende cultureelerfgoedinstellingen in het kader van het Cultureel-erfgoeddecreet (de erfgoedcellen incluis), structureel gesubsidieerde podiumkunstenorganisaties in het kader van het Kunstendecreet, stadsarchieven van de centrumsteden en archieven van Vlaamse overheidsinstellingen (Vlaams Parlement en Vlaamse administraties). Voor niet-commerciële organisaties die niet tot deze categorieën behoren is een betalende dienstverlening mogelijk.

### Adviesverlening
Via loketvragen biedt meemoo, Vlaams instituut voor het archief, adviesverlening aan. Hun expertisedomein bevat onder andere digital-born content, erfgoed registreren en beschrijven, auteursrecht, archiveringsformaten en back-upstrategieën. Hiervoor hebben ze ook enkele ondersteunende tools ontwikkeld, zoals de Zelfevaluatietool Digitale maturiteit, het scoremodel Digitale Duurzaamheid en kenjedrager.be.

### Duurzaam digitaal
meemoo helpt organisaties om hun audiovisueel materiaal te digitaliseren, digitaal te reproduceren en duurzaam te bewaren. Het is zeer belangrijk dat organisaties op tijd aan deze processen beginnen, daar enerzijds de audiovisuele dragers stuk gaan of aftakelen, en anderzijds (op termijn) de juiste afspeelapparatuur niet meer beschikbaar is. Deze processen zijn niet alleen nuttig voor de bewaring van het materiaal op zichzelf, maar voor ook de mogelijkheden die digitalisering faciliteert, met name de verspreiding en het toegankelijk maken voor een breder - internationaal - publiek. meemoo wil dan ook hun contentpartners aansporen het gedigitaliseerde materiaal aan te bieden voor hergebruik.
Naast het materiaal dat door meemoo, Vlaams instituut voor het archief, gedigitaliseerd wordt, bevatten collecties ook steeds vaker born-digital materiaal. Dit is materiaal dat digitaal ontstaan is, en deze bestanden moeten volgens een heel andere methodiek worden behandeld. Deze bestanden zijn niet afhankelijk van een specifiek soort drager en moeten dus niet worden omgezet. Wel moet er gezorgd worden dat de bestanden leesbaar blijven, bijvoorbeeld door corruptie van bestanden op te sporen en afhankelijkheid van software te identificeren. Dit materiaal wordt op verschillende fysieke locaties opgeslagen om risico te spreiden.

## Samenwerking
meemoo, Vlaams instituut voor het archief, werkt samen met diverse culturele instellingen zoals VKC, CAHF, Collectie Vlaamse Gemeenschap en Wikimedia België. In 2018 werd ook samen met Open Summer of Code de tool CultURIze ontwikkeld, waarmee collectiebeheerders zelf persistente URI's kunnen beheren.
Samen met de Vlaamse Radio- en Televisieomroeporganisatie (VRT) werd in 2021 het educatief webplatform het Archief voor Onderwijs gelanceerd.
In het kader van de projectwerking van meemoo is er wel sprake van samenwerking met organisaties die niet noodzakelijk contentpartner zijn. Vanuit de expertisewerking worden organisaties binnen cultuur, media en overheid ondersteund, onder andere voor Europese projecten, of projecten binnen het Erfgoeddecreet.

### Begeleidingsinstrumenten
- Cultureel Erfgoed Standaarden Toolbox
- Zelfevaluatietool digitale maturiteit
- Scoremodel digitale duurzaamheid
- kenjedrager.be

### Kennisplatformen
- Project CEST wiki
- Project TRACKS